# Echium asperrimum
Echium asperrimum är en strävbladig växtart som beskrevs av Jean-Baptiste de Lamarck. Echium asperrimum ingår i släktet snokörter, och familjen strävbladiga växter. Inga underarter finns listade i Catalogue of Life.

## Bildgalleri

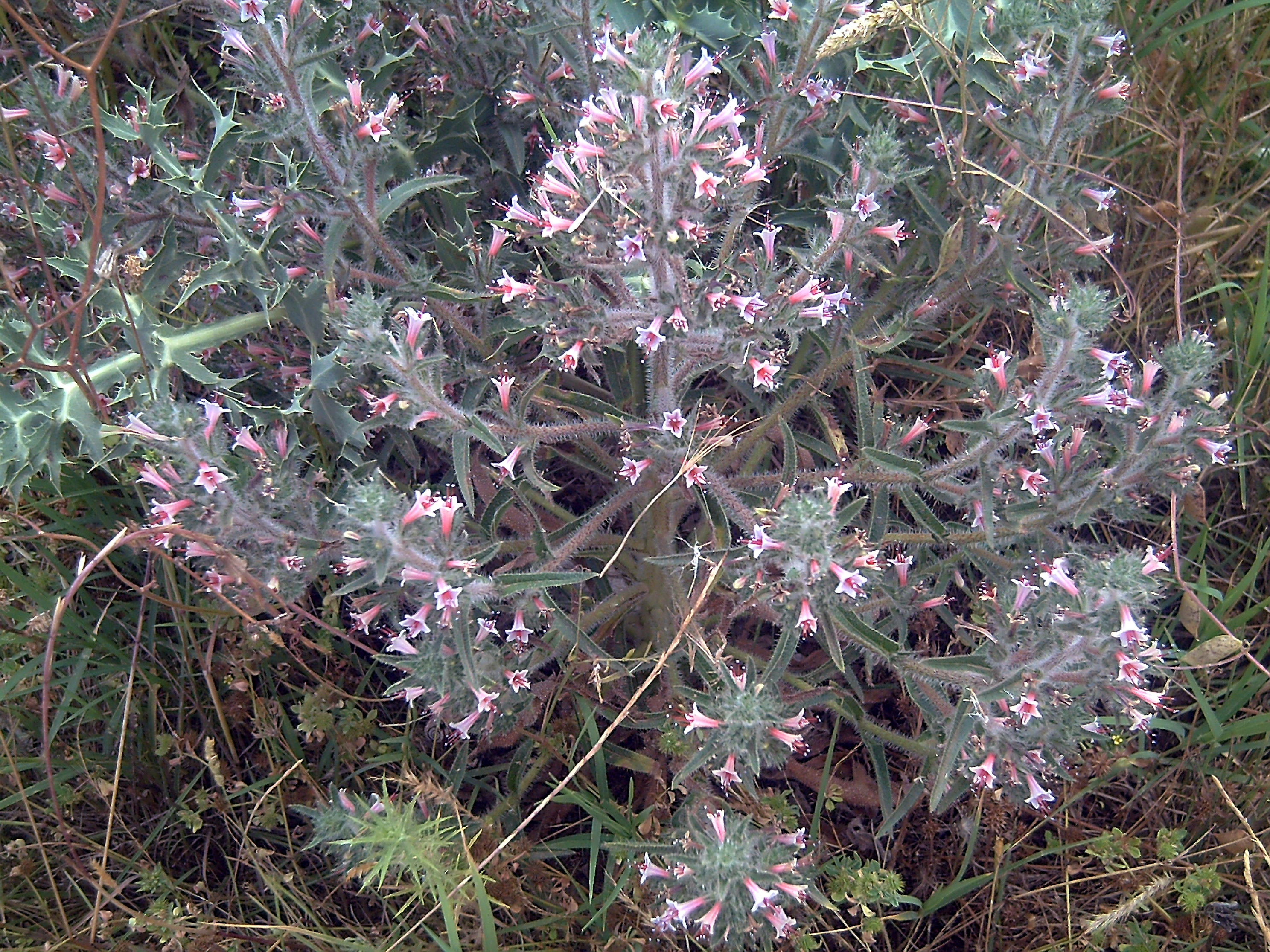
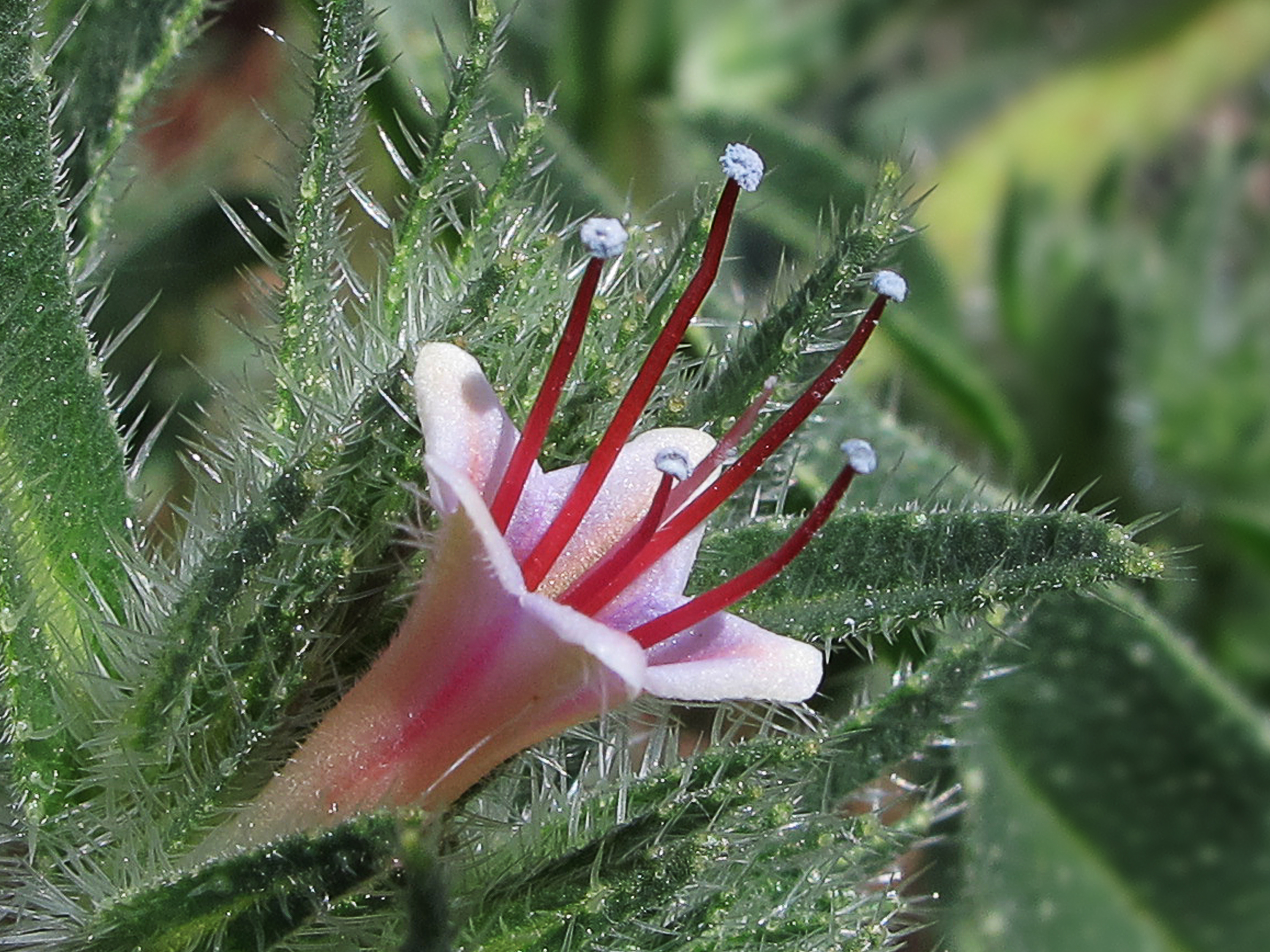
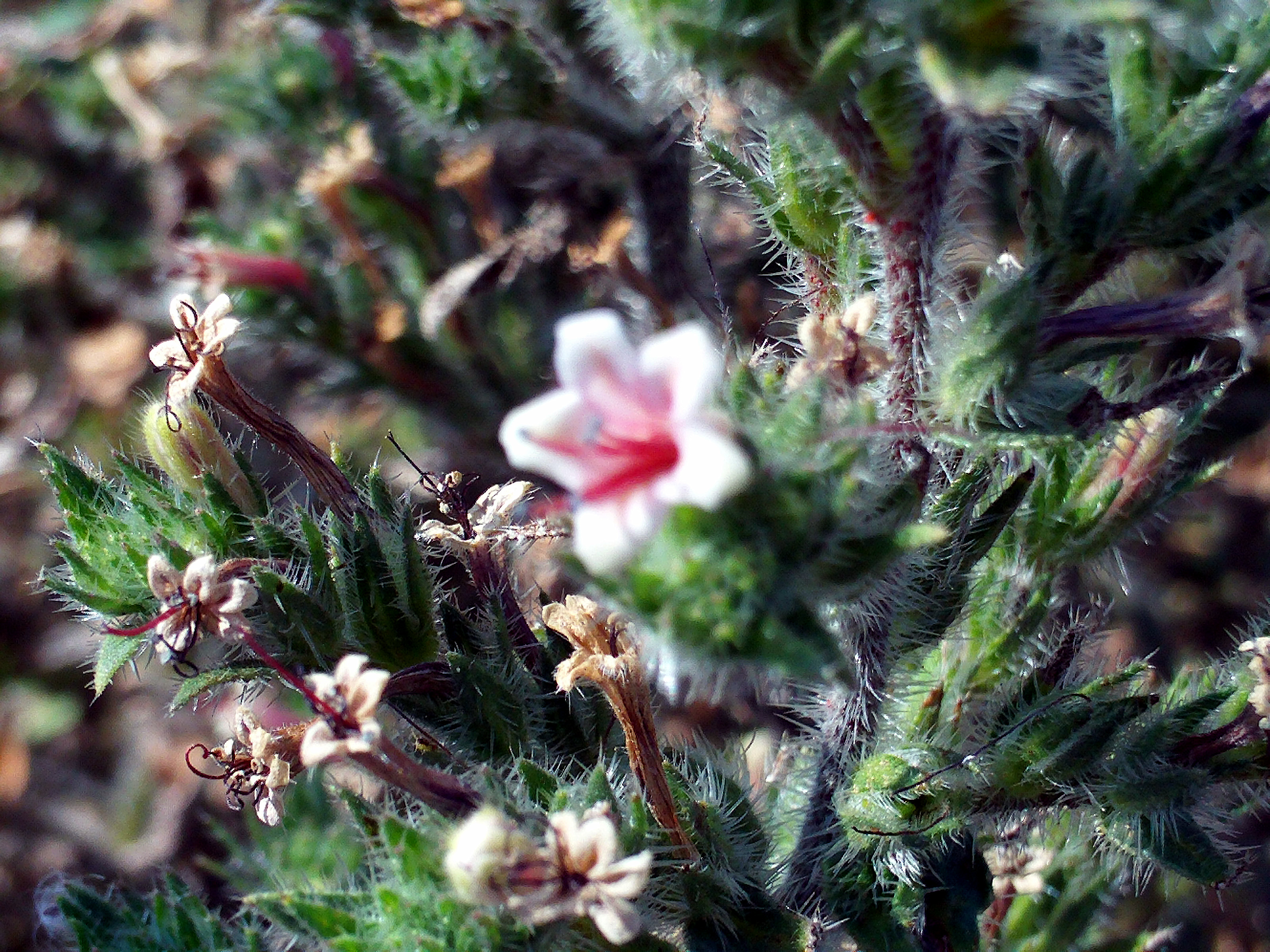
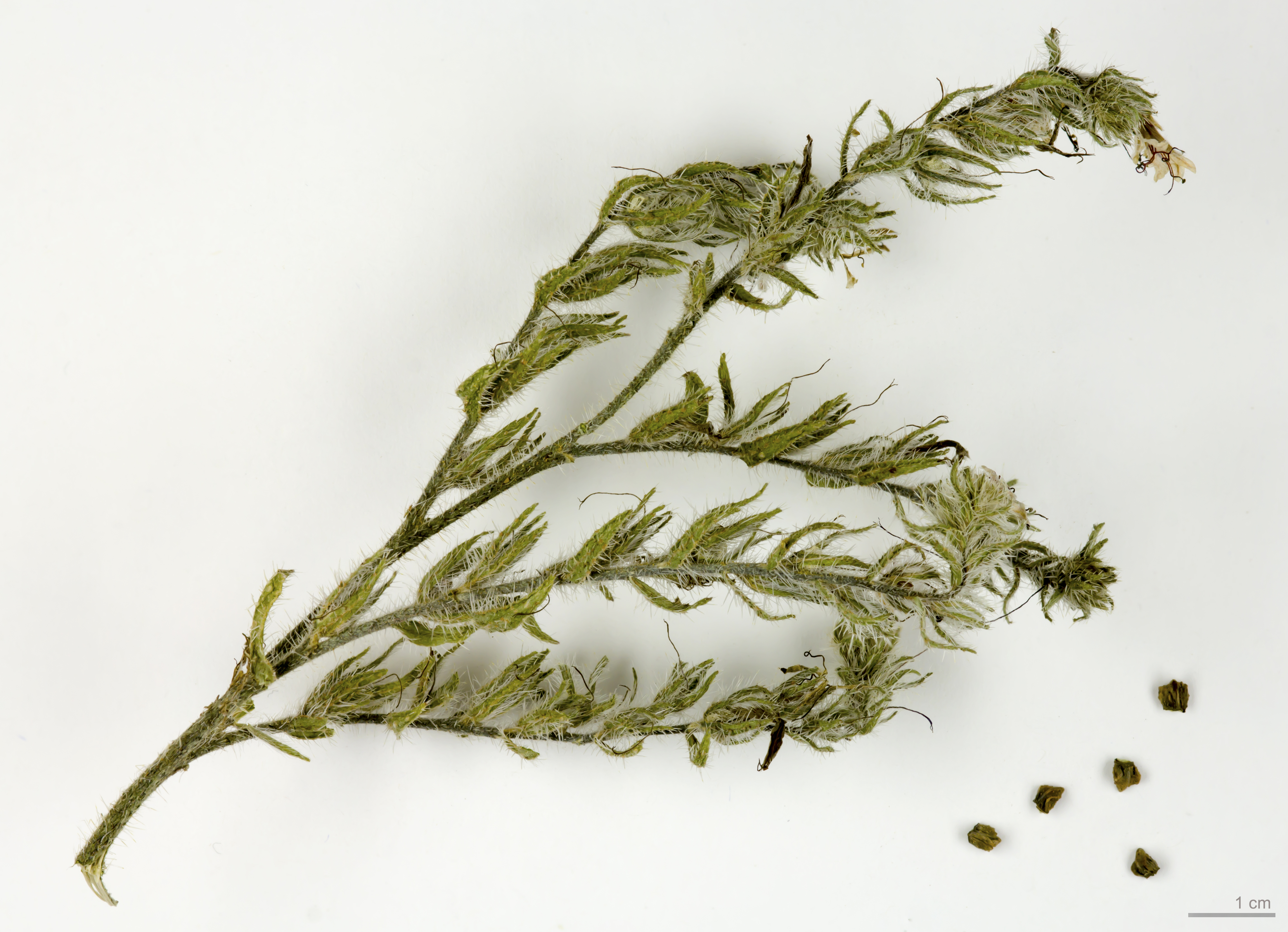
Echium asperrimum - Museum specimen